# Oh Please!
「Oh Please!」（オープリーズ）は、Melodyの7枚目のシングル。1996年5月2日にポニーキャニオンより発売された。

## 解説
- メインヴォーカルは田中。
- Melodyのメンバー宛てに、本作の作詞家・中山加奈子からプリンセス プリンセスの解散コンサートへの招待を受けた。
- 同名タイトルを冠にしたコンサートツアー「Oh Please!」が赤坂BLITZなどで開催された。カップリング「Let Me Cry」のイントロでは、バク転を披露する。

## 収録曲
1. Oh Please!
  - 作詞: 中山加奈子、作曲: 増本直樹、編曲: 鈴木雅也
2. Let Me Cry
  - 作詞: 大森祥子、作曲: 松尾比呂良、編曲: 松尾比呂良・鈴木雅也
3. Oh Please!（オリジナルカラオケ）

## 参加ミュージシャン
- HISASHI - E.Guitars（#1、#3）
- 松尾比呂良 - Scratch、Additional arrangement（#2）
- 鈴木雅也 - Ohter Instruments（#1、#3）、Basic arrangement（#2）
- 平賀和人 - Chorus Arrangement（全曲）
- 田中有紀美・望月まゆ・若杉南・HIKARUKO - Chorus Performed（全曲）

## 収録アルバム
1. Oh Please!
  - LOVE THANKS! - シングルversion、ライヴversion
  - fine〜フィーネ〜 - YUKIMI Tender version
  - Melody BEST - シングルversion
2. Let Me Cry
  - fine〜フィーネ〜 - シングルversion
  - Melody BEST - シングルversion